# Bitva na Río Salado
Bitva na Río Salado byla poslední velkou bitvou reconquisty na Pyrenejském poloostrově. Odehrála se na řece Salado u muslimy obléhaného města Tarifa 30. října 1340 mezi spojenými silami Kastilie a Portugalska na straně jedné a emirátu Granada a Marínovců na straně druhé. Drtivé vítězství křesťanů zmařilo snahy Marínovců na obnovu almohadského panství na Pyrenejském poloostrově a předznamenalo pád Granady do rukou Kastilie a Aragonu v roce 1492.